# Colotis pleione
Colotis pleione är en fjärilsart som först beskrevs av Johann Christoph Friedrich Klug 1829.  Colotis pleione ingår i släktet Colotis och familjen vitfjärilar. Inga underarter finns listade i Catalogue of Life.